# Назарово (Костромская область)
Назарово — опустевшая деревня в Чухломском муниципальном районе Костромской области. Входит в состав Петровского сельского поселения

## География
Находится в северной части Костромской области на расстоянии приблизительно 15 км на восток по прямой от города Чухлома, административного центра района.

## История
Отмечена деревня была на карте еще 1840 года. В 1872 году здесь было учтено 6 дворов, в 1907 году — 30.

## Население
Постоянное население составляло 29 человек (1872 год), 148 (1897), 111 (1907), 0 как в 2002 году, так и в 2022.